# Alfred Striemer
Alfred Striemer (* 17. Oktober 1879 in Luckenwalde; † 1955) war ein deutscher Wirtschaftswissenschaftler und Politiker.

## Leben
Striemer war der Sohn eines jüdischen Kaufmanns. Seine Mutter trat vor ihrer Ehe zum Judentum über, rekonvertierte dann aber mit ihren Kindern zum Protestantismus.
Nach dem Abitur studierte Alfred Striemer Rechts- und Staatswissenschaften und wurde 1919 an der Universität Halle zum Dr. rer. pol. promoviert. Um 1900 wurde er SPD-Mitglied. Hier gehörte er dem äußersten rechten Flügel an. Für die SPD arbeitete er auch als Journalist. Von 1919 bis 1920 gehörte Striemer dem Berliner Abgeordnetenhaus an, ab 1921 war er Mitglied der Bezirksverordnetenversammlung Berlin-Mitte und von 1921 bis 1923 gehörte er dem Bundesvorstand des ADGB an und war Chefredakteur des ADGB-Organs Die Arbeit. Er verfasste Artikel für den Wirtschaftsteil der SPD-Parteizeitung Vorwärts und war von 1920 bis 1923 Redakteur der Betriebsrätezeitung der Gewerkschaften. Seine Kritik an Arbeitskämpfen führte zum Ausscheiden aus der Redaktion. Anschließend war Striemer Chefredakteur der Borsig-Zeitung, der Werkszeitung des Unternehmens Borsig.
Mit der sog. nationalsozialistischen „Machtergreifung“ konnte Striemer nicht mehr journalistisch arbeiten, eine seiner planwirtschaftlichen Broschüren stand auf den Listen der Bücherverbrennung. Dennoch konnte er bis 1935 zwei kleinere Schriften neu herausbringen, 1935 bis 1936 war Striemer einige Monate in den USA, kehrte aber bald zurück nach Deutschland. Er baute Kontakt zu Gottfried Feder auf und war in den folgenden Jahren wohl sein Mitarbeiter, unter anderem arbeitete er wohl an Feders 1939 erschienener Schrift Die neue Stadt mit.
Nach 1939 bearbeitete Striemer Forschungsaufträge für verschiedene Staats- und Parteistellen, besonders für die Deutsche Arbeitsfront. Anfang der 1940er Jahre wurde er bei der Gestapo als Jude denunziert, woraufhin ein Arbeits- und Publikationsverbot erfolgte.
Nach 1945 wurde Alfred Striemer, der offiziell als Opfer des Faschismus anerkannt worden war, als Landesplaner für die Provinz Brandenburg tätig. Im Auftrag von Hans Scharoun – dem Berliner Stadtbaurat – führte Striemer daneben soziologische Untersuchungen in Berliner Ortsteilen durch. An Scharouns Lehrstuhl an der TU Berlin hatte er einen Lehrauftrag für „Strukturforschung“ inne. Später wurde er Leiter des Instituts „Stadt – Land“ an der TU Berlin.

## Veröffentlichungen
- Welt-Börse: internationale Auskunfts- und Reklame-Centralstelle; Report II für ein Auskunftsinstitut. Halensee-Berlin 1901.
- Zum Kampf um die wirtschaftliche Selbständigkeit des Klein- und Mittelbetriebes. Duncker & Humblot, München, Leipzig 1914 (Digitalisat).
- Zur Kritik der freien Wirtschaft: eine neuzeitliche Begründung der Sozialisierung. Buchhandlung Vorwärts, Berlin 1919 (Digitalisat).
- mit Rudolf Wissell: Ohne Planwirtschaft kein Aufbau: eine Aufklärungsschrift. Moritz, Stuttgart 1921 (Gemeinschaftskultur; 1.1921) (Digitalisat).
- Wirtschaftliches Denken: Ein Lesebuch zur Einführung in die Volkswirtschaftslehre. Verlags-Gesellschaft des Allgemeinen Deutschen Gewerkschaftsbundes, Berlin 1922.
- Volkswirtschaftliche Vorträge. Verlags-Gesellschaft des Allgemeinen Deutschen Gewerkschaftsbundes, Berlin 1922.
- Der Einfluß der Dringlichkeit auf die wirtschaftliche Befriedigung der Tauschbedürfnisse. Globushaus, Berlin 1922 (Zugl.: Halle, Univ., Diss., 1919).
- Der Industriearbeiter. Hirt, Breslau 1923 (Jedermanns Bücherei. Abteilung Sozialwissenschaft und Wirtschaftswissenschaft; 1).
- Wenn alle gleiches Einkommen hätten! Eine Sammlung von Beiträgen zu den sozialen Kämpfen der Gegenwart und zu der Frage „Müssen wir arm sein?“ Elsner, Berlin 1928.
- Der Kreislauf der Geldeinkommen: Seine Darstellung und Erläuterung an Hand eines Kreislaufdiagramms, das zum erstenmal alle wirtschaftlichen Verknüpfungen im Kreislauf völlig klar darstellt. Selbstverlag, Berlin-Tegel 1933.
- Das wachsende Dorf: Bauer – Handwerker: ein neuer Weg zur ländlichen und Landstadt-Siedlung; Untersuchungen über die maximale Aufnahmefähigkeit der Bauernsiedlung mit örtlich geschlossenem Wirtschaftskreislauf für Handwerker, Kaufleute, Techniker und andere Berufe. Pfenningstorff, Berlin 1935.
- Wie der durchschnittliche Amerikaner wohnt und lebt. In: Deutsche Bauzeitung: Zeitschrift für nationale Baugestaltung (1936), S. 533–539.
- Prenzlau: Leben und Arbeit im Stadt- und Landkreis Prenzlau. Springer, Berlin 1939 (Schriftenreihe der Reichsarbeitsgemeinschaft für Raumforschung an der Technischen Hochschule Berlin; 1).
- Peine: Leben und Arbeit im Stadt- und Landkreis Peine. Springer, Berlin 1939 (Schriftenreihe der Reichsarbeitsgemeinschaft für Raumforschung an der Technischen Hochschule Berlin; 2) (Digitalisat).
- Arbeit und Leben im Dorf, Landstadt, Mittelstadt: eine sozialwissenschaftliche Forschungsarbeit über den Einfluß der Betriebsgrößen auf die Gestaltung der Arbeits- und Lebensräume. Arbeitswissenschaftliches Institut der DAF, Berlin 1941.
- Der Einfluss der Betriebsgrössen auf die Wohlstandsbildung und wirtschaftliche wie soziale Struktur der Gemeinden. In: Beobachtungen zur deutschen Wirtschaftsordnung (1941–1942), S. 1–28.